# Bernd Franzinger

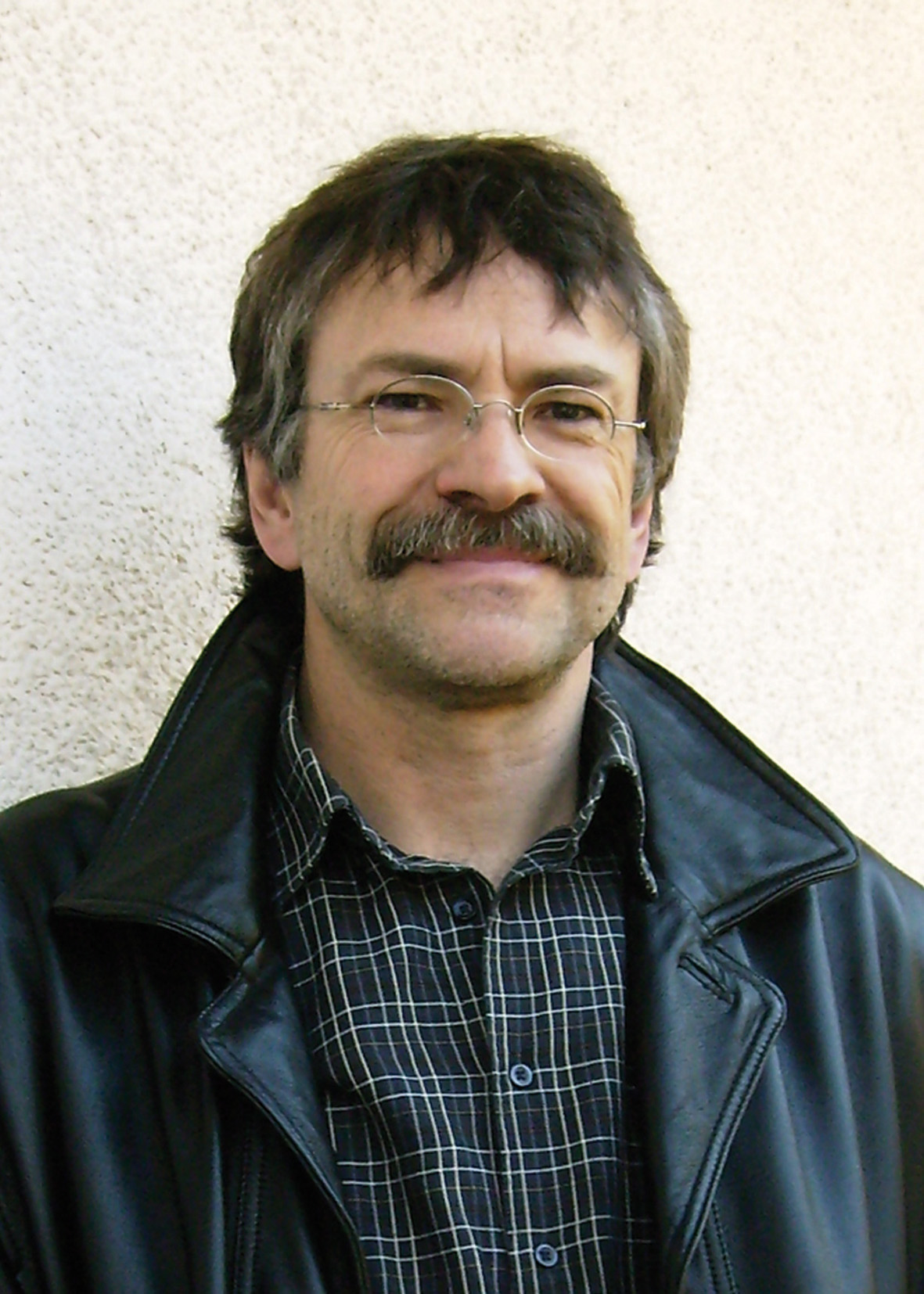
Bernd Franzinger

Bernd Franzinger (* 12. August 1956 in Kaiserslautern) ist ein deutscher Schriftsteller und Verleger. Er schreibt Kriminalromane, Kurzgeschichten, Theaterstücke, Drehbücher und Kolumnen. Zu seinen bekanntesten Werken gehören die in seiner Heimatstadt Kaiserslautern spielenden Krimis der Tannenberg-Reihe. 2013 hat er den RAVIS-Verlag gegründet.
Franzinger ist verheiratet und Vater zweier erwachsener Kinder. Er studierte Pädagogik, Psychologie, Soziologie und Philosophie und promovierte in Erziehungswissenschaft. Es folgten langjährige Tätigkeiten in diversen pädagogischen Arbeitsfeldern, unter anderem an einer Ganztagsschule und in der Erwachsenenbildung.
Franzinger lebt in Kaiserslautern.

## Werke

### Romane
- Pilzsaison. Gmeiner-Verlag, Meßkirch 2003. ISBN 3-89977-606-2
- Goldrausch. Gmeiner-Verlag, Meßkirch 2004. ISBN 3-89977-609-7
- Ohnmacht. Gmeiner-Verlag, Meßkirch 2004. ISBN 3-89977-619-4
- Dinotod. Gmeiner-Verlag, Meßkirch 2005. ISBN 3-89977-630-5
- Wolfsfalle. Gmeiner-Verlag, Meßkirch 2005. ISBN 3-89977-650-X
- Bombenstimmung. Gmeiner-Verlag, Meßkirch 2006. ISBN 3-89977-684-4
- Jammerhalde. Gmeiner-Verlag, Meßkirch 2007. ISBN 3-89977-727-1
- Kindspech. Gmeiner-Verlag, Meßkirch 2008. ISBN 978-3-89977-777-2
- Leidenstour. Gmeiner-Verlag, Meßkirch 2009. ISBN 978-3-8392-1016-1
- Zehnkampf. Gmeiner-Verlag, Meßkirch 2010. ISBN 978-3-8392-1086-4
- Familiengrab. Gmeiner-Verlag, Meßkirch 2011. ISBN 978-3-8392-1173-1
- Todesnetz. Gmeiner-Verlag, Meßkirch 2012. ISBN 978-3-8392-1321-6
- Hexenschuss. Gmeiner-Verlag, Meßkirch 2013. ISBN 978-3-8392-1411-4
- NO auf Bildungsreise – Außerirdische Anmerkungen zum deutschen Schulsystem. RAVIS-Verlag, Kaiserslautern 2013. ISBN 978-3-9815857-0-4
- Schultheater. Gmeiner-Verlag, Meßkirch 2014. ISBN 978-3-8392-1593-7
- Fritz I – Ein Knirps wehrt sich. RAVIS-Verlag, Kaiserslautern 2014. ISBN 978-3-9815857-1-1
- Lehrer Lampe lebt!. RAVIS-Verlag, Kaiserslautern 2015. ISBN 978-3-9815857-4-2
- Sinnenrausch. Gmeiner-Verlag, Meßkirch 2015. ISBN 978-3-8392-1774-0
- Tannenbergs letzter Fall. Gmeiner-Verlag, Meßkirch 2016. ISBN 978-3-8392-1952-2
- Pilzsaison auf Pfälzisch. Gmeiner Verlag, Meßkirch 2025. ISBN 978- 3839208984

### Krimi-Rätsel
- Tannenberg ermittelt. Gmeiner-Verlag, Meßkirch 2012. ISBN 978-3-8392-1329-2
- Tannenberg ermittelt wieder in der Pfalz. Gmeiner-Verlag, Meßkirch 2014. ISBN 978-3-8392-1584-5

### Hörbücher
- 2007: Bombenstimmung, RADIOROPA Hörbuch-Verlag, ISBN 978-3-86667-686-2
- 2008: Wolfsfalle, RADIOROPA Hörbuch-Verlag, ISBN 978-3-86667-960-3
- 2008: Pilzsaison, RADIOROPA Hörbuch-Verlag, ISBN 978-3-86667-926-9
- 2008: Jammerhalde, RADIOROPA Hörbuch-Verlag, ISBN 978-3-8368-0219-2
- 2013: Hexenschuss, Abod Verlag, ISBN 978-3-95471-115-4

### Anthologien u.a.
- 2003: Spekulatius, Gmeiner-Verlag, ISBN 3-89977-608-9
- 2003: Stille Nacht (vierteilige Weihnachtsgeschichte, in 'Die Rheinpfalz')
- 2007: Letzte Grüße von der Saar, Conte-Verlag, ISBN 3-936950-68-7
- 2007: Todsicher kalkuliert, Rhein-Mosel-Verlag, ISBN 3-89801-213-1
- ab 2008: Kolumnen im Magazin 'Insider'
- ab 2009: Rätselkrimis in 'Die Rheinpfalz'

### Theaterstücke
- 2005: Lokaltermin
- 2007: Iwwerfall Im Subbermarkt
- 2009: Pilzsaison (Theaterfassung, mit Peter Dorsch)

### Drehbücher
- 2006: Pilzsaison

### Kabarett-Programme
- 2008: Dumm gebabbelt iss glei